# شبکه متابولیکی

شبکه متابولیکی، مجموعه کاملی از فرآیندهای متابولیکی و فیزیکی اند که خوص فیزیولوژیکی و بیوشیمیایی یک سلول را تعیین می کنند. ازینرو، این شبکه‌ها واکنش‌های شیمیایی متابولیسم، مسیر‌های متابولیکی، به علاوه برهمکنش‌های تنظیمی که این واکنش‌ها را تنظیم می کنند را تشکیل می دهد.
با توالی یابی کامل ژنوم‌ها، اکنون بازسازی شبکه واکنش‌های بیوشیمیایی در بسیاری از جانداران، از باکتری‌ها گرفته تا انسان‌ها، امکان پذیر گشته است. چندین نوع ازین شبکه ها به صورت برخط موجودند: دائره المعارف ژن‌ها و ژنوم‌های کیوتو (KEGG)، اکوسیس (EcoCyc)، بیوسیس (BioCyc) و متا تایگر (metaTIGER). شبکه‌های متابولیکی، ابزاری قدرتمند جهت مطالعه و مدل‌سازی متابولیسم اند.